# COLD (roman)
Pour les articles homonymes, voir Cold.
COLD ou Cold (roman non traduit en français), publié pour la première fois en 1996, est la seizième et dernière aventure de James Bond écrite par John Gardner (en comptant les novélisations de Permis de tuer et de GoldenEye). Chose unique pour un roman de James Bond, le livre ne se déroule pas dans un même intervalle de temps : la première partie se passe en 1990 et la seconde en 1994.
Aux États-Unis, le roman a été publié sous le titre de Cold Fall.
COLD. Children Of the Last Days. Quatre mots, une organisation, qui est devenu l'une pire crainte du FBI, notamment lorsqu'elle a fait exploser un Boeing 747-400 à son atterrissage à l'aéroport de Dulles en un sinistre jour de mars 1990. Envoyé à l'époque en tant que représentant des services secrets britanniques, le vol étant parti de Heathrow, James Bond s'est frotté avec plusieurs de ses membres en Italie et aux États-Unis, avant de perdre leur piste pendant quatre ans. Mais, avec le message urgent qu'une de ses collègues lui envoie en 1994, il se rend vite compte que COLD n'est pas resté inactive tout ce temps, et que leur conspiration visant à prendre le pouvoir aux États-Unis et instaurer un nouveau régime totalitaire est l'une des plus terrifiantes et réalisables menaces auxquelles il aura été confronté lors de sa carrière...

## Résumé

### Partie 1, «Cold Front»
Nous sommes un mardi 20 mars et James Bond se trouve au QG du MI6 lorsque M le demande. Un Boeing 747-400 de la Bradbury Airlines vient juste d'exploser alors qu'il atterrissait à l'aéroport international de Washington-Dulles ; il n'y aurait aucun survivant. M pense que l'explosion n'est pas accidentelle et vu que Bradbury Airlines est une compagnie aérienne britannique (appartenant à un certain Harley Bradbury), il décide d'affecter son agent à l'enquête officielle. M apprend aussi à Bond qu'un vieil ami de Monneypenny se trouvait dans le Boeing 747-400, tout comme une ancienne connaissance de 007 : la Principessa Sukie Tempesta (voir Nobody Lives For Ever).
Bond s'envole pour les États-Unis et arrivé à son hôtel, il tombe sur Sukie Tempesta qu'il croyait morte. Sukie lui dit qu'elle a reçu un message qu'elle croyait envoyé par lui ; ce message lui demandait de se rendre Washington DC car elle pouvait être en grand danger et était faussement signée James Bond. Elle lui dit avoir des liens familiaux avec Harley Bradbury et que quelqu'un a fait en sorte qu'elle n'embarque pas sur le vol BD 299 du Boeing 747-400 mais sur un autre.
Bond participe à une réunion d'information en présence de personnes du Conseil national de la sécurité des transports, du FBI, du MI5, etc., dans laquelle il est dit que l'explosion aurait été provoquée par quatre bombes. Après la réunion, 007 retourne à la réception de l'hôtel pour voir Sukie, mais elle a disparu. Il trouve cependant un message qu'elle lui avait laissé disant qu'elle pense avoir des problèmes et qu'elle va essayer de se rendre à la Villa Tempesta qui est près de Pise. Dans son message, elle demande aussi à Bond de se souvenir d'un acronyme : « COLD ».
Toujours à l'hôtel, un policier entre en contact avec Bond et lui dit que Sukie morte. Le policier l'amène à un endroit où se trouve ce qu'il subsiste de la voiture de Sukie, les restes d'un corps sont en train d'être extraits de la voiture (celle-ci a explosé). Ils sont rejoints par Eddie Rhabb du FBI et les forces de l'ordre apprennent à 007 que les Tempesta sont en réalité une famille italienne du crime organisé qui a notamment quelques affaires aux États-Unis ; ils ont également de l'argent investi dans Bradbury Airlines.
Bond est amené à Quantico où il est briefé sur la famille Tempesta, dirigée par les beaux-fils de Sukie : Luigi et Angelo. 007 rencontre une agente du FBI infiltrée chez les Tempesta (elle est notamment la maitresse de Luigi) du nom de Toni Nicoletti. Elle reçoit justement un coup de téléphone de Luigi : ce dernier vient de découvrir que sa femme, Giulliana, le trompe avec Harley Bradbury. Bond (tout comme le FBI) veut que Toni l'aide à se rendre à la Villa Tempesta.
Eddie Rhabb explique aussi à Bond que les Tempesta comptent faire un deal avec une organisation nommée Children Of the Last Days. COLD agit comme une sorte de milice qui combat le crime par des moyens impitoyables et qui veut prendre le contrôle du gouvernement. Le FBI souhaite faire en sorte que Luigi et Angelo viennent tous les deux sur le territoire des États-Unis afin de les arrêter et découvrir qui sont les dirigeants de COLD.
De retour à la Villa Tempesta, Toni laisse tomber le nom de Bond (elle dit que celui-ci est un de ses anciens amants), Luigi et Angelo semblent être très intéressés par l'idée de le rencontrer et approuve que Toni l'invite à la villa si jamais il venait à se trouver en Italie. Bond s'envole pour Pise où il est accueilli par Luigi Tempesta à l'aéroport.
Ils se rendent à la Villa qui se trouve au bord du lac de Massaciuccoli où Bond rencontre Angelo, Giulliana et revoit Toni. Les frères posent des questions à 007 et inversement. Finalement les frères Tempesta lui disent qu'ils ont peut-être une idée de qui a tué leur belle mère : un général des États-Unis à la retraite du nom de Brutus Clay et qui a son armée privée, Sukie avait refusé ses demandes en mariage.
La nuit tombée, Giulliana rejoint la chambre de 007 et Luigi, l'arme à la main, les surprend dans le lit. Soudain Toni Nicoletti intervient en utilisant un pistolet tranquillisant sur Luigi et Giulliana. Bond et Toni s'enfuient de la Villa en motomarine et revoient M et Rhabb. Bond doit maintenant se rendre dans l'Idaho pour enquêter sur Brutus Clay et découvrir s'il a un lien ou non avec COLD. Avant qu'il n'ait eu le temps de quitter l'Italie, Rhabb lui apprend que M a été enlevé.
Bond s'envole pour les États-Unis, prend rendez-vous avec Clay, rencontre un contact du FBI : Felicia Heard Shifflet surnommée 'Fliss' et va au rendez-vous avec elle. Le général Clay arrive avec trois hélicoptères militaires (un AH-1W et deux Mil Mi-8s) et demande à Bond de se rendre car il a parlé à Luigi et Angelo et ceux-ci veulent qu'il les tue ; il retient également M avec lui (enfermé dans le AH-1W).
Bond et Fliss se faufilent jusqu'au AH-1W et montent à bord, 007 s'installe sur le siège du pilote et décolle ; les deux Mil Mi-8s se mettent à sa poursuite et tentent de l'abattre. Bond parvient à éliminer ses poursuivant mais le moteur de son hélicoptère perd de la puissance et 007 atterrit avec fracas dans le lac Coeur d'Alene.
Bond se réveille dans un lit d'hôpital, il apprend du personnel médical que M a survécu, mais pas Fliss. 007 reçoit la visite du FBI qui lui dit qu'ils ne savent pas où se trouvent les frères Tempesta, ils lui demandent si Clay était dans un des Mi-8s qu'il a descendu, mais 007 l'ignore.
Plus tard à Washington DC, Bond discute avec M, le vieil homme dit que ses ravisseurs voulaient savoir ce qu'il connaissait sur COLD et les Tempesta. Bond regarde un carnet qu'il a trouvé dans le AH-1W, son contenu est codé. Il rencontre un membre du Conseil national de la sécurité des transports pour savoir s'il y a du nouveau sur l'explosion du Boeing ; on lui dit notamment qu'elle n'a pas été revendiquée. L'homme dit aussi à 007 que deux agents du FBI, Allen et Farmer qui escortaient un prisonnier qui était extradé de Londres, Dick 'The Idiot' Kauffburger, étaient sur le vol.
Dans la mesure où M lui apprend que son service se décharge de l'affaire COLD, Bond donne le carnet codé à Eddie Rhabb. Ce dernier lui apprend d'ailleurs que Clay serait toujours vivant.
Durant les années qui suivent, Bradbury Airlines fait faillite. Les poseurs des bombes du Boeing sont arrêtés, COLD s'agrandit, et les événements de Never Send Flowers et SeaFire se déroulent.

### Partie 2, «Cold Conspiracy»
Bond fait un vol depuis Porto Rico à RAF Lyneham dans un avion-ambulance avec Fredericka 'Flicka' von Grüsse (en réalité surnommée 'Freddie' et non 'Flicka' dans ce roman) dont le visage est meurtri, comme le reste de son corps (voir la fin de SeaFire). Le médecin n'est pas enthousiaste quant à l'état de Flicka, il dit notamment à Bond qu'elle pourrait passer le reste de sa vie dans un fauteuil roulant.
Flicka se fait opérer, elle est dans un profond coma, et Bond retourne seul à Londres. Dans les jours qui suivent, Bond rend régulièrement visite à Flicka à la clinique, et un jour, alors qu'il ouvre son courrier, il trouve une cassette dans un paquet. Celle-ci a été envoyée par Béatrice Maria da Ricci (voir Gagner, perdre ou mourir) du SIS qui lui dit qu'elle est sur quelque chose qui a à voir avec COLD et lui donne rendez-vous dans un hôtel de Genève.
Bond se rend à Quarterdeck, la résidence de M, et discute avec lui du message de Béatrice. Le vieil homme lui dit qu'il va bientôt être mis à la retraite et qu'il sera remplacé par une femme, et lui dit également qu'il sait que l'explosion du Boeing 747-400 a été provoquée pour protéger les Tempesta et COLD d'un chantage. Il explique que lors d'une réduction des effectifs du Government Communications Headquarters, un certain Julian Carter a été mis à la retraite. Avant de partir il a effacé des données du GCHQ sur COLD et a voulu faire chanter l'organisation avec ; il se trouvait sur le vol BD 299 lorsqu'il a explosé. M apprend aussi à Bond que Toni Nicoletti a été retrouvée morte l'année précédente et que Béatrice da Ricci devait infiltrer l'organisation des Tempesta pour le FBI.
Bond se rend à Genève où il rencontre Béatrice qui lui présente ses gardes du corps, les agents spéciaux du FBI : Allen et Farmer. Bond, se souvenant de la conversation qu'il avait eue quelques années plus tôt, attaque les deux hommes. Soudain Eddie Rhabb et MacRoberts du FBI interviennent avec la police suisse et arrêtent Allen et Farmer.
Rhabb explique qu'ils ont réussi à infiltrer Beatrice chez les Tempesta et qu'ils savaient qu'Allen et Farmer travaillaient pour les Tempesta (Kauffburger est d'ailleurs devenu le garde du corps principal des Tempesta). Quelque chose de grand pour les Children Of the Last Days va bientôt se produire, les principaux dirigeants de COLD vont d'ailleurs se réunir à la Villa Tempesta la semaine prochaine. Le FBI a pensé que Bond aimerait bien se joindre à l'enquête.
Bond fait l'amour avec Béatrice, il se fait réveiller par le téléphone : Eddie Rhabb lui annonce que Flicka est morte à la clinique. Bond ne ressent rien en apprenant la nouvelle. Ils mettent au point les derniers détails de l'assaut sur la villa Tempesta. Rhabb remet à Bond une photo d'une femme qui vient d'être vue à la Villa : Sukie Tempesta.
Le FBI demande à Allen et Farmer d'appeler Luigi Tempesta pour lui dire qu'ils ont vu Bond. Luigi leur demande de le ramener à la Villa. Plus tard, James Bond est parachuté vers la Villa, et rejoint discrètement Béatrice qui y loge. Soudain Sukie Tempesta et Kauffburger rejoignent l'endroit où ils se trouvent et tombent sur eux. Sukie se dit heureuse de voir Bond ici et lui dit qu'elle va se marier demain ; elle veut qu'il la conduise à l'autel.
Kauffburger parvient à désarmer Bond, Sukie lui dit alors que c'est elle qui a fait exploser les bombes qui se trouvaient à bord du Boeing 747-400 pour tuer Julian Carter et mettre Bradbury Airlines en faillite. Elle lui explique comment elle a organisé sa fausse mort et qu'ils vont changer le monde : en finir avec la criminalité et la violence des rues par des moyens impitoyables (comme exécuter les trafiquants de drogues, couper le pénis des violeurs, etc.), et diriger les États-Unis.
Elle dit également qu'elle va être le joint leader de COLD, la « Ice Queen » et que son futur mari, le « Ice King », n'est autre que Brutus Clay. L'homme a été gravement blessé lors de sa confrontation avec Bond dans les hélicoptères, il a notamment perdu ses jambes et est gravement défiguré.
Bond et Béatrice sont amenés à Luigi, Angelo et Brutus avant d'être enfermés dans une pièce. Bond accompagne ensuite Sukie à la cérémonie du mariage qui se déroule dans la salle de bal de la villa Tempesta.
Un peu plus tard, Bond et Béatrice sont reconduits dans la salle de bal, qui sert cette fois de salle de réunion. Une cinquantaine de personnes sont présentes et Brutus Clay se joint à eux. Depuis une estrade, Clay dit que les frères Tempesta ont fourni la majeure partie des armes pour l'opération à venir, l'Opération Blizzard, qui aura lieu le matin du jour de Noël. Pour son coup d'État, le général Clay donne des cibles à ses hommes, principalement des bâtiments du gouvernement de diverses villes. Il compte faire croire que les explosions qu'il va déclencher seront en fait l’œuvre de terroristes étrangers avant que ses troupes interviennent pour sécuriser le territoire des États-Unis, et entrer dans la Maison-Blanche pour proposer ses services au Président.
Une fois le plan de COLD entendu, Bond fait en sorte que Béatrice appuie sur un bouton de sa ceinture qui demande aux troupes de la Nucleo operativo centrale di sicurezza, qui attendent à l'extérieur de la Villa, de lancer l'assaut.
Les troupes arrivent, Clay prend Bond et Béatrice en otage et les amène avec lui à une sortie secrète. Ils débouchent dans une chambre dans laquelle il y a le cadavre de Sukie, Clay explique à Bond qu'il l'a tué car elle était devenue aussi inutile que folle et qu'elle avait également tué son ancien mari, Pasquale. Ils entrent dans un autre passage secret qui débouche sur un hangar à bateau dans lequel ils montent sur une embarcation. Bond réussit à désarmer un des hommes de Clay et se bat contre Clay qui finit tombé dans l'eau. Il est récupéré par un bateau de police, mais on le rejette à l'eau où il se noie, histoire d'éviter la paperasse.
Bond retourne à Londres où il récupère les cendres de Flicka, M est à désormais la retraite et sa successeure est en place. Alors qu'il est chez lui avec Béatrice, des hommes des services secrets viennent le chercher pour l'emmener à la nouvelle M qui veut le voir...

## Personnages principaux
- James Bond
- Sukie Tempesta, veuve de Pasquale Tempesta, elle était déjà présente dans le roman Nobody Lives for Ever. Elle n'est visiblement pas impliquée dans COLD et les autres affaires familiales au début du roman. Elle aurait dû mourir dans le crash de l'avion mais un mystérieux message l'a sauvée, ne serait-ce que temporairement...
- Les frères Luigi et Angelo Tempesta, membres d'une vieille famille italienne impliquée depuis des siècles dans le crime organisé italien et beaux-fils de Sukie. Ils font aussi partie de COLD.
- Béatrice Maria da Ricci ancienne coéquipière et amante de James Bond déjà présente dans roman Gagner, perdre ou mourir. Elle est utilisée par le FBI pour infiltrer les Tempesta.
- Fredericka 'Freddie' 'Flicka' von Grüsse, partenaire de James Bond, déjà présente dans les romans précédents Never Send Flowers et SeaFire, elle est hospitalisée à la suite des blessures graves qu'elle a reçues à Porto Rico. Bond, qui l'avait demandé en mariage, n'est de ce fait plus sûr de vouloir rester avec elle... Elle décède de ses blessures à la clinique.
- Brutus Brute Clay, ancien général de l'armée américaine à la retraite, il est d'abord présenté par les Tempesta à Bond comme l'un de leurs éventuels ennemis communs mais il s'avère rapidement qu'il fait partie des leaders de COLD.
- Toni Nicoletti, membre du FBI infiltrée chez les Tempesta.
- Eddie Rhabb, membre du FBI.
- M, dans la chronologie des romans de Gardner, c'est la dernière apparition de Sir Miles Messery en tant que chef des services secrets britanniques.

## Autour du livre
- Il existe quelques légères différences entre la version américaine et la version anglaise. Certaines phrases manquent selon les deux versions. Cold Fall précise également que la première partie de l'histoire se déroule en 1990 et que la seconde se déroule en 1994, alors que COLD ne donne pas de date.
- COLD est le dernier James Bond de John Gardner dans l'ordre de parution des romans, mais pas dans la chronologie des aventures : la première partie, Cold Front se déroule quelque part entre les romans Gagner, perdre ou mourir et Never Send Flowers tandis que la seconde commence peu après la fin de SeaFire. La majeure partie de l'aventure GoldenEye se déroule quant à elle après COLD.

## Historique de publication
- 1996 : La première édition de COLD est publiée le 2 mai 1996 en Angleterre par Hodder & Stoughton.
- 1996 : COLD est publié aux États-Unis par Putnam sous le titre de Cold Fall.
- 1996 : COLD est publié par Coronet (Angleterre).
- 1997 : 007 Missione Cold est publié par Segretissimo (Italie).
- 1997 : Cold Fall est publié par Berkley (États-Unis).
- 2012 : COLD est publié par Orion.
- 2013 : Orion publie sous forme de livre électronique en langue anglaise, un recueil de tous les romans de James Bond écrits par John Gardner (dont ses novélisations). Ce recueil est intitulé James Bond: The John Gardner Years.
- 2015 : Pegasus publie Cold Fall (États-Unis).